# باوتشينا
باوتشينا (بالإيطالية: Baucina)‏ هي بلدية في مقاطعة باليرمو في صقلية الإيطالية.

## السكان
في سنة 1861 بلغ عدد السكان 2٬974 نسمة، وتطور العدد ليصل في سنة 2011 لـ 2٬014 نسمة.
يظهر هذا المخطط البياني تطور النمو السكاني لـ باوتشينا